# José Vicente Toribio Alcolea
José Vicente Toribio Alcolea (Socuéllamos, 22 de desembre de 1985) és un ciclista espanyol, professional des del 2010. Actualment corre a l'equip Matrix Powertag. En el seu palmarès destaca la victòria al Tour de Java oriental del 2013.

## Palmarès
- 2007
  - 1r a la Volta a Toledo i vencedor d'una etapa
- 2009
  - 1r a la Volta a La Corunya i vencedor d'una etapa
- 2011
  - Vencedor d'una etapa a la Volta a Portugal
- 2013
  - 1r al Tour de Java oriental i vencedor d'una etapa
- 2017
  - 1r al Tour de Kumano
- 2021
  - Vencedor d'una etapa a la Volta al Japó

### Resultats a la Volta a Espanya
- 2010. 129è de la classificació general
- 2011. 134è de la classificació general
- 2012. 133è de la classificació general